# Stazione di Porto Torres
La stazione di Porto Torres  è una stazione ferroviaria al servizio del comune di Porto Torres, situata lungo la ferrovia Ozieri Chilivani-Porto Torres. Costruita negli anni ottanta ed inaugurata ufficialmente nel 1991, la stazione fu realizzata in sostituzione dell'omonimo scalo ottocentesco situato alcune centinaia di metri più a nord.

## Storia

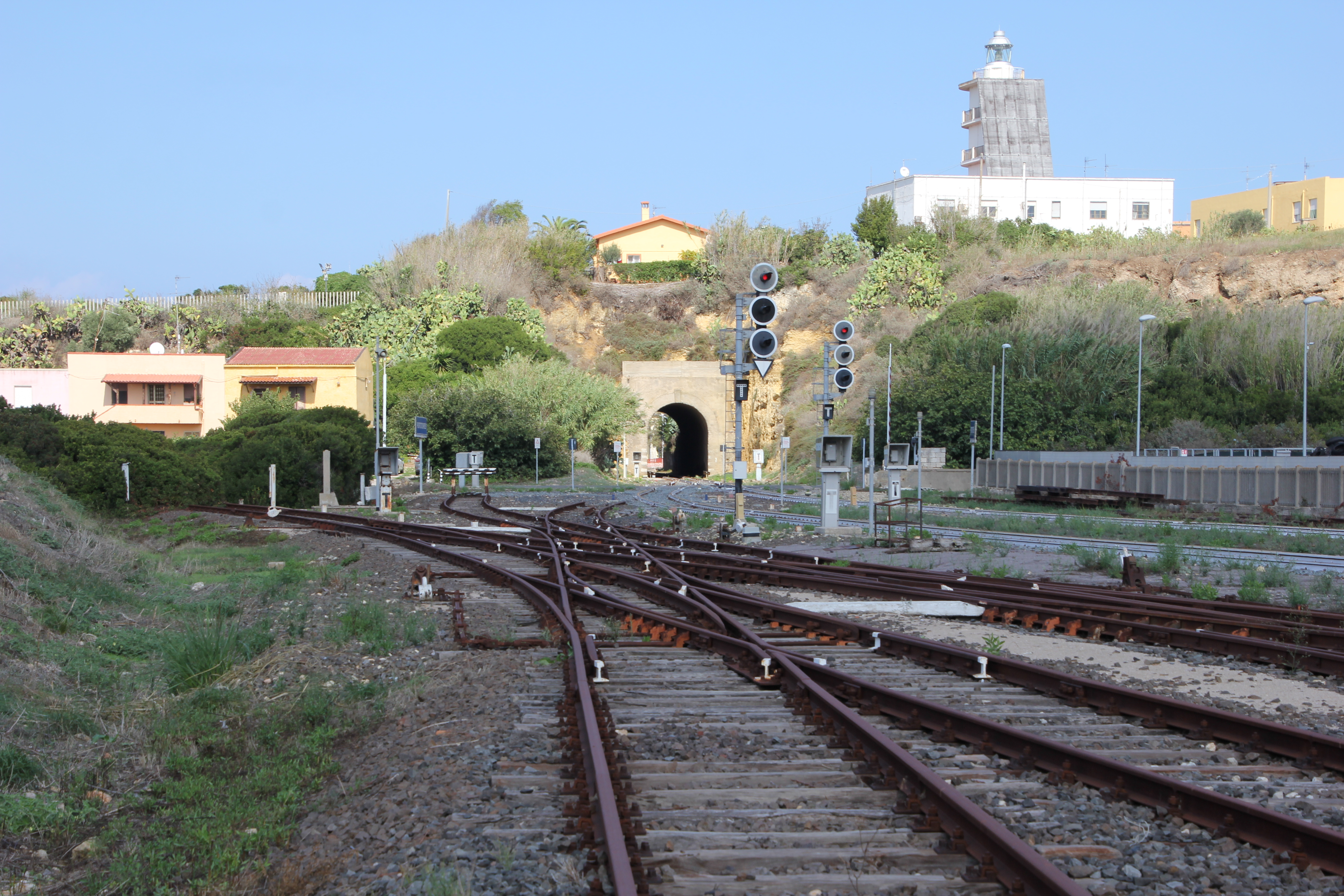
I binari in uscita dall'impianto verso il porto industriale (a sinistra), isolati dalla rete nel 2015, e verso Porto Torres Marittima (a destra)

La storia di questo scalo ferroviario ha inizio negli anni ottanta, quando fu deciso di arretrare la stazione dalla sede originaria (nei pressi del porto) alla zona di Fontana Vecchia. L'impianto fu infatti realizzato dalle Ferrovie dello Stato nelle vicinanze del rio Mannu, prima della galleria che passa sotto al faro turritano e dell'imbocco della diramata sud che all'epoca conduceva all'allora capolinea di Piazza Cristoforo Colombo. L'area in cui sorse la stazione venne inoltre collegata nel 1985 da un raccordo ferroviario con il porto industriale di Porto Torres, e già nel 1987 il fascio binari del nuovo scalo risultava in uso per il rimessaggio di rotabili. Tuttavia lo scalo di Porto Torres venne inaugurato ufficialmente solo il 1º luglio 1991, andando a sostituire l'omonima stazione di via Ponte Romano come principale scalo passeggeri del comune.

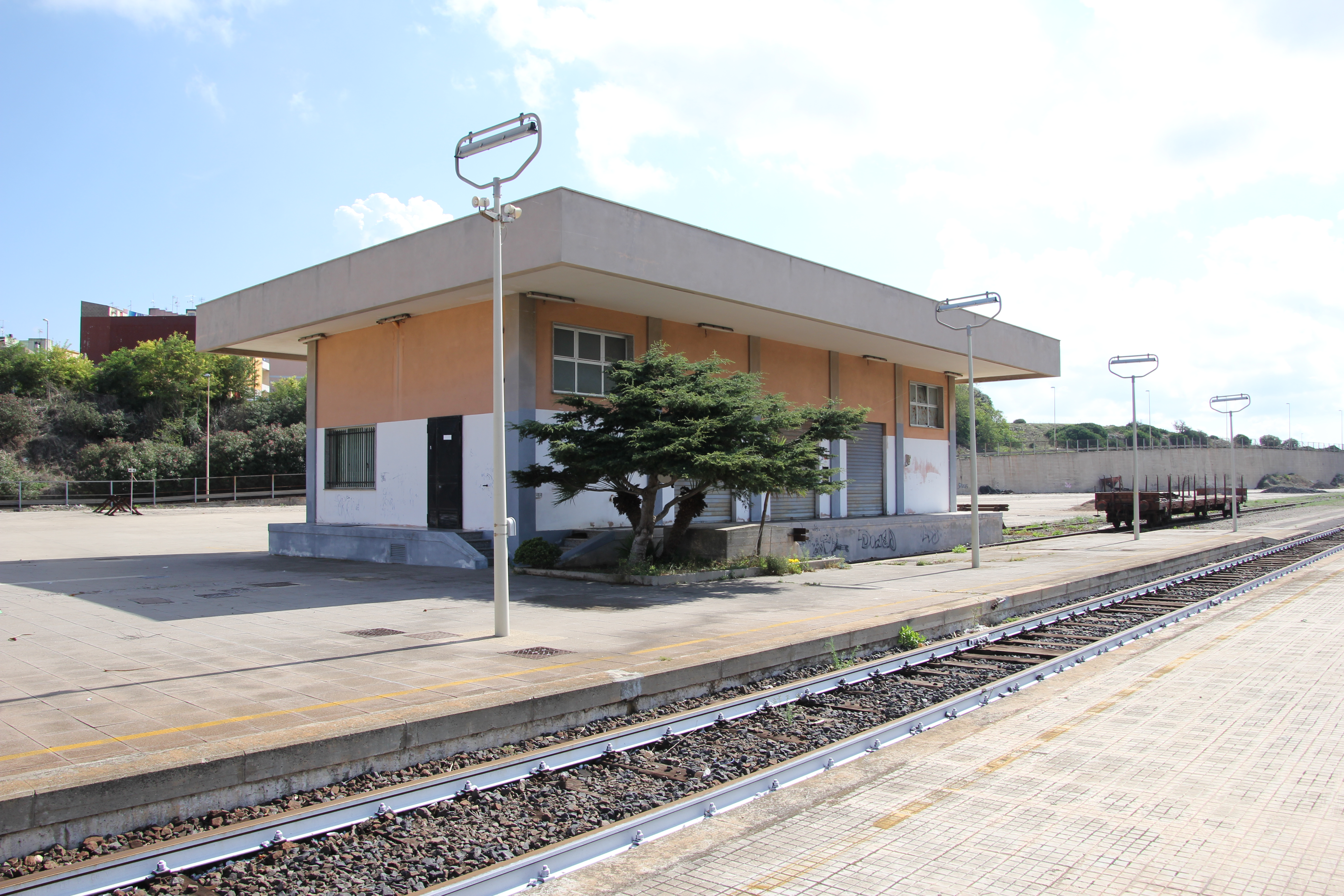
Lo scalo merci col relativo magazzino, in disuso dalla seconda metà degli anni duemila

Nonostante l'apertura della nuova stazione, l'area della vecchia, distante circa 600 metri dall'asse del nuovo fabbricato viaggiatori, rimase utilizzata sino alla prima metà degli anni duemila sia per alcune relazioni passeggeri, sia come scalo merci e area di sosta rotabili nell'ambito di pertinenza del nuovo scalo. Sempre in quegli anni fu dismessa un'altra delle aree merci ricadenti nell'ambito della struttura, ovvero lo scalo presente sulla diramata sud per piazza Cristoforo Colombo dinanzi a dove fu realizzato in quel periodo il capolinea di Porto Torres Marittima.
La cessazione del servizio merci su rotaia in Sardegna a partire dal 2008 portò ad ulteriori dismissioni di binari dell'impianto: nei primi anni dieci fu smantellata la vecchia porzione di linea che collegava lo scalo con la vecchia stazione e ne permetteva l'uso dei relativi tronchini (anch'essi rimossi), mentre nel 2015 la gran parte dei binari in uso per il servizio merci nello scalo, compreso quello in cui si innestava il raccordo verso il porto industriale, è stata dismessa e isolata dalla rete. Tuttavia nel dicembre 2016 è stato riattivato il binario verso la "vecchia" stazione di Porto Torres, riaperta col nome di "Porto Torres Marittima" in sostituzione dell'omonimo scalo presente sulla diramata per il porto, disattivata nell'occasione.

## Strutture e impianti

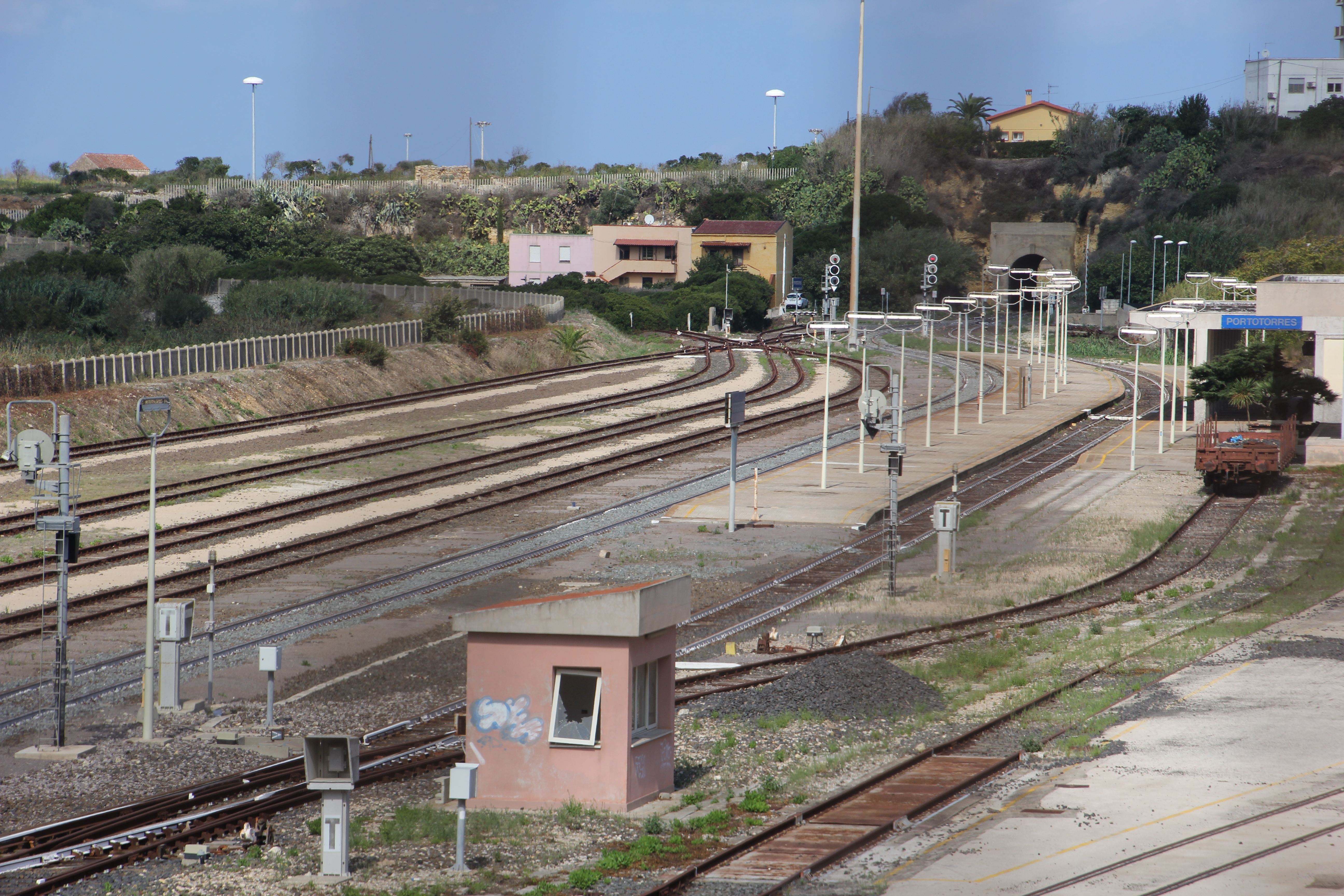
Panoramica dei binari dell'impianto: tra essi solo i due serviti da banchine ed il tronchino occupato da un carro sono in uso, mentre gli altri sono stati dismessi nel 2015

La stazione, la penultima sulla linea proveniente da Chilivani e Sassari, è situata nella parte ovest di Porto Torres, e presenta caratteristiche di scalo passante. Dal punto di vista infrastrutturale nell'area del fabbricato viaggiatori sono presenti due binari, di cui il secondo di corsa in direzione Chilivani ed il primo in direzione Porto Torres Marittima, entrambi in uso per il servizio passeggeri: l'accesso ai treni è garantito da due banchine, una dotata di pensilina attigua al fabbricato viaggiatori in uso per il primo binario, l'altra posta tra quest'ultimo ed il binario due. Un terzo binario, un tronchino, si dirama dal primo in direzione nord terminando sul lato sud del fabbricato viaggiatori, a fianco al piano caricatore presente dinanzi al magazzino merci dell'impianto. Queste sono le strutture che permangono dell'area merci della stazione, che dopo la cessazione del servizio merci in Sardegna nel 2008 è stata in gran parte isolata dalla rete nel maggio 2015.

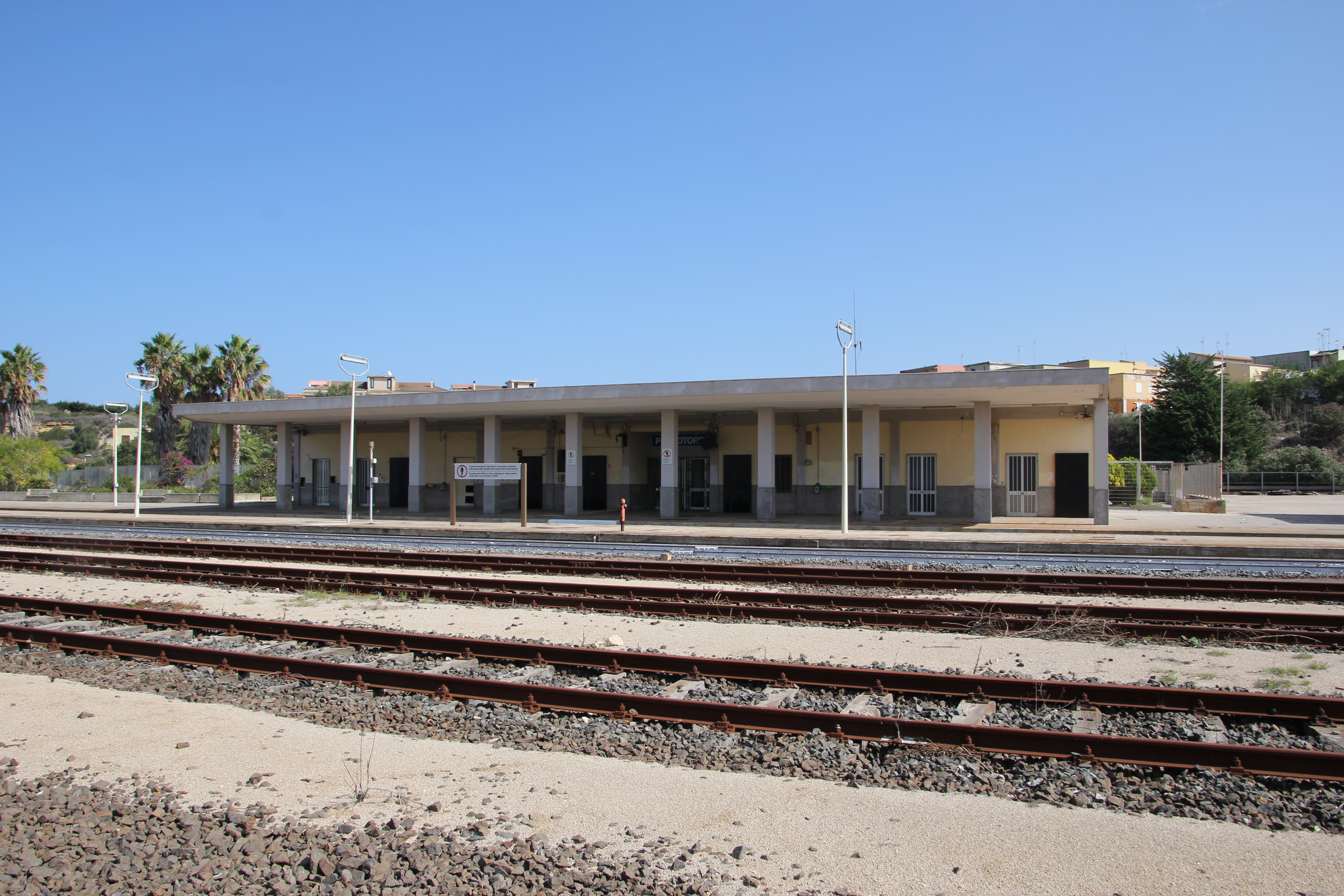
Il fabbricato viaggiatori, impresenziato

Prima di tale dismissione a est dello scalo merci era presente un fascio di cinque tronchini, avente origine dal binario due. Ad ovest di quest'ultimo un ulteriore fascio comprendeva altri quattro binari tronchi, di cui il cinque costituiva il raccordo per il porto industriale di Porto Torres, armato ma in disuso al momento della dismissione degli scambi di accesso. Una terza area merci, smantellata negli anni duemila, si trovava a nord dinanzi all'area in cui in quegli stessi anni fu realizzata la fermata di Porto Torres Marittima attiva sino al 2016, consistente nel preesistente scalo merci della vecchia stazione di Porto Torres. Quest'ultima, riaperta nel 2016 col nome di Porto Torres Marittima e ricadente nell'ambito della stazione, è raggiungibile tramite una breve galleria (40 m) posta al di sotto del faro di Porto Torres, laddove in origine la linea si diramava. Proseguendo verso nord si giunge al capolinea marittimo, a est si raggiungevano i precedenti scali terminali nel porto prima della dismissione di questa diramata nel 2016.
Lo scalo è impresenziato ed il movimento nell'impianto è controllato in remoto dal DCO di Cagliari.

## Movimento

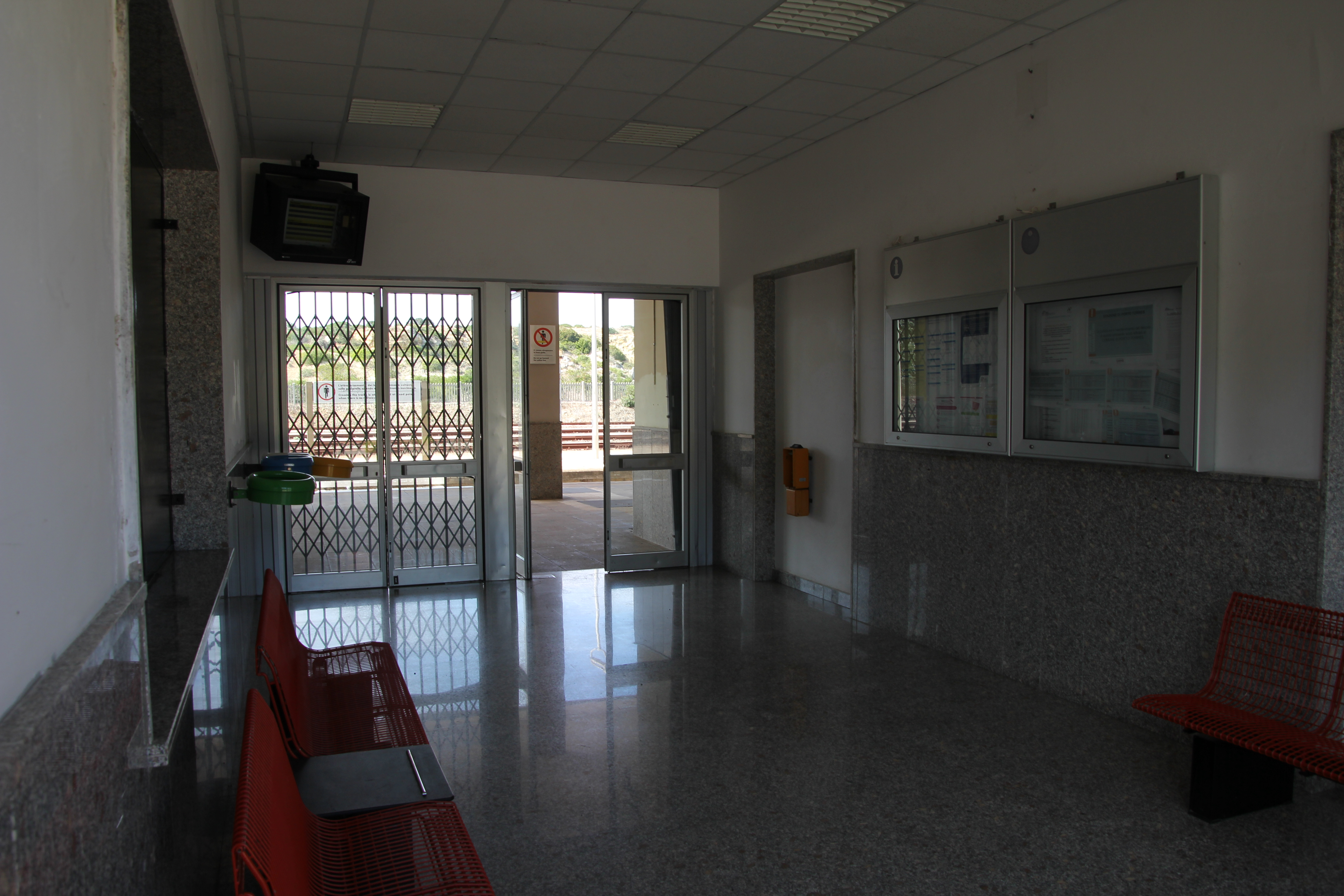
La sala d'attesa per i passeggeri, all'interno del fabbricato viaggiatori

La stazione è servita dai treni regionali di Trenitalia che la collegano con la vicina fermata di Porto Torres Marittima a nord nonché con Sassari, Ploaghe, Chilivani e con i centri presenti a sud di quest'ultima stazione lungo la Dorsale Sarda.

## Servizi
La stazione di Porto Torres è classificata commercialmente nella categoria bronze secondo RFI; le strutture dello scalo permettono inoltre l'accesso all'impianto anche a persone afflitte da disabilità di tipo motorio. Nel fabbricato viaggiatori è inoltre ospitata una sala d'aspetto per l'utenza.
- Sala d'attesa

## Interscambi

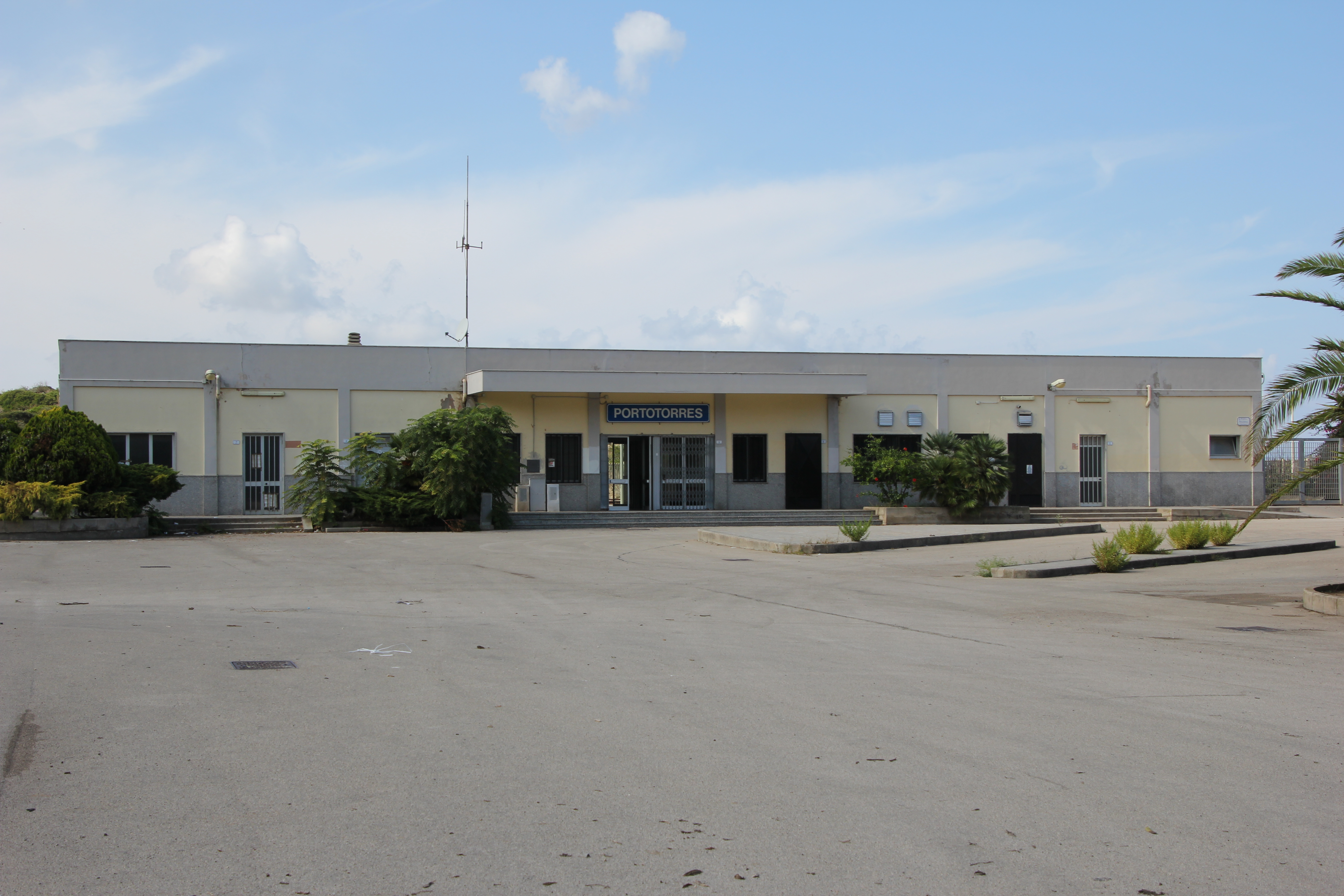
Il fabbricato viaggiatori visto dal piazzale esterno, in cui è situata anche una fermata delle locali autolinee urbane

Nel parcheggio dell'impianto è presente una fermata del servizio di autolinee urbane svolto dall'ATP.
- Fermata autobus